# Zuzana Hlavoňová
Zuzana Hlavoňová (República Checa, 16 de abril de 1973) es una atleta checa retirada especializada en la prueba de salto de altura, en la que consiguió ser subcampeona mundial en pista cubierta en 1999.

## Carrera deportiva
En el Campeonato Mundial de Atletismo en Pista Cubierta de 1999 ganó la medalla de plata en el salto de altura, con un salto por encima de 1.96 metros, siendo superada por la búlgara Jristina Kalcheva y por delante de la estadounidense Tisha Waller (bronce también con 1.96 metros pero en más intentos).